# Ваверн
Ваверн (нім. Wawern) — громада в Німеччині, розташована в землі Рейнланд-Пфальц. Входить до складу району Трір-Саарбург. Складова частина об'єднання громад Конц.
Площа — 5,27 км2. Населення становить 605 ос. (станом на 31 грудня 2020).